# Britt van den Dobbelsteen
Britt van den Dobbelsteen (Zaanstad, 6 september 2002) is een Nederlands waterpolospeelster.  

## Carrière
Van den Dobbelsteen heeft haar volledige waterpolo carrière gespeeld voor Zv de Zaan uit Zaandam. Tot haar 15e was van den Dobbelsteen speelster en keepster, daarna is zij volledig gaan keepen.
In 2021 werd ze geselecteerd voor Jong Oranje. In Rotterdam op 15 maart 2023 maakte ze haar debuut in het nationale dertiental tegen Griekenland.
Van den Dobbelsteen heeft ondertussen 2 landstitels en 3 beker titels gewonnen met Zv de Zaan. In seizoen 2022-2023 was dit de treble: de landstitel, de KNZB beker en de Supercup. En daarnaast heeft ze met Zv de Zaan de Euro cup gewonnen in het seizoen 2024-2025.
Met het Waterpolo Nederlands team heeft ze deelgenomen aan het EK 2022 in Split (4e) en het EK 2024 in Eindhoven (1e). Met de jeugd waren dit het EK 2019 in Volos (4e) en het WK 2021 in Netanya (6e). In april 2025 is ze mee geweest naar de World Cup finals waar ze de Bronzen medaille wist te bemachtigen.